# Joel Camargo
Joel Camargo (* 18. September 1946 in Santos; † 23. Mai 2014 ebenda) war ein brasilianischer Fußballspieler.

## Karriere
Der Abwehrspieler wechselte in den 1970ern nach Europa zu Paris Saint-Germain, für das er aber nur zwei Spiele absolvierte. Zwischen 1964 und 1970 spielte er für die brasilianische Fußballnationalmannschaft. Dabei weist seine Statistik 28 Einsätze auf, zu denen zehn inoffizielle Spiele hinzukommen.
Die Fußballweltmeisterschaft 1970 in Mexiko war der Höhepunkt seiner Karriere. Brasilien gewann alle Qualifikations- und Endrundenspiele und wurde souverän Weltmeister. 1973 beendete Joel Camargo, der auch gelegentlich unter der Kurzform Joel geführt wurde, seine Karriere.
Er starb am 23. Mai 2014 an Nierenversagen.

## Erfolge
Nationalmannschaft
- Fußball-Weltmeisterschaft: 1970

Santos
- Torneio Rio-São Paulo: 1963, 1964
- Staatsmeisterschaft von São Paulo: 1964, 1965, 1967, 1968, 1969
- Brasilianischer Meister Taça Brasil: 1964, 1965, 1968